# Volvo XC40
De Volvo XC40 is een compacte SUV van het merk Volvo.
De XC40 werd eind 2017 geïntroduceerd en is gebouwd op het CMA-platform (Compact Modular Architecture). Zijn grotere broers, de XC60 en de XC90, zijn gebouwd op het SPA-platform (Scalable Product Architecture). De rijk uitgeruste Launch Edition bestond uit een automatische versnellingsbak en voor de motor was er keuze tussen een D4 AWD (190 pk) en een T5 AWD (247 pk). Eind december werd de keuze uitgebreid tot een D3 (150 pk) en een T3 (157 pk). Deze versie is uitgeroepen tot Auto van het Jaar 2018. In mei 2020 kwam er een T2 (129 pk) bij. Van mei 2020 tot juli 2020 was een T5 hybride versie leverbaar met een elektromotor en een benzinemotor met een totaal vermogen van 262 pk en een benzineverbruik van 1 liter op 55,6 km. Tegelijkertijd kwam een dergelijke versie met een totaalvermogen van 211 pk uit, waarbij de T4-benzinemotor 129 pk levert. Een geheel elektrische versie levert een elektrisch vermogen van 300 kW (408 pk)